# Castelsilano
Castelsilano község (comune) Calabria régiójában, Crotone megyében.

## Fekvése
A település a Neto folyó völgyében fekszik, a Sila-fennsík területén, a megye nyugati részén. Határai: Belvedere di Spinello, Caccuri, Casabona, Cerenzia, San Giovanni in Fiore, Santa Severina, Savelli és Verzino.

## Története
A település első említése 1685-ből származik, amikor Scipione Rota, Acheruntia hercege elrendelte egy erődítmény felépítését a mai település területén. 1811-ben, miután a Nápolyi Királyságban eltörölték a feudalizmust, Casino néven községközponttá vált. Mai nevét 1950-ben kapta.

## Népessége
A népesség számának alakulása:

## Főbb látnivalói
- az 1715-ben épült Santa Maria Immacolata-templom
- Palazzo Tallerico
- Palazzo Lamanna
- Madonna della Campagnata-templom
- San Leonardo-templom
- a két világháború áldozatainak emlékműve